# Teraz (album Lady Pank)
Teraz – album zespołu Lady Pank, wydany w 2004 roku. Premiera płyty miała miejsce 28 czerwca 2004 roku.

## Lista utworów
1. „Sexy-plexi” (muz. J. Borysewicz; sł. A. Mogielnicki) – 3:03
2. „www.GOD.com” (muz. J. Borysewicz; sł. A. Mogielnicki) – 3:41
3. „Krzycz mały, krzycz” (muz. J. Borysewicz; sł. A. Mogielnicki) – 3:56
4. „Stacja Warszawa” (muz. J. Borysewicz; sł. A. Mogielnicki) – 4:21
5. „Mój dom wariatów” (muz. J. Borysewicz; sł. A. Mogielnicki) – 3:51
6. „Bóg i Boogie Woogie” (muz. J. Borysewicz; sł. A. Mogielnicki) – 3:34
7. „Walker” (muz. J. Borysewicz; sł. J. Panasewicz) – 4:30
8. „Pani moich snów” (muz. J. Borysewicz; sł. A. Mogielnicki) – 4:07
9. „Lachy na strachy” (muz. J. Borysewicz; sł. A. Mogielnicki) – 3:52
10. „Ciepły śnieg” (muz. J. Borysewicz; sł. A. Mogielnicki) – 6:21

## Muzycy
- Jan Borysewicz – gitary, wokal, fortepian
- Janusz Panasewicz – wokal
- Kuba Jabłoński – perkusja, instrumenty perkusyjne
- Krzysztof Kieliszkiewicz – gitara basowa

gościnnie
- Wojtek Olszak – instrumenty klawiszowe
- Mariusz „Georgia” Pieczara – drugi wokal
- Michał Sitarski – gitara

W utworze „Sexy-plexi” chór męski w składzie: Janusz Panasewicz, Jan Borysewicz, Andrzej Mogielnicki, Mariusz „Georgia” Pieczara, Krzysztof Kieliszkiewicz, Kuba Jabłoński, Michał Sitarski.

## Pozycje na listach
| Lista | Kraj   | Pozycja |
| ----- | ------ | ------- |
| OLiS  | Polska | 3       |